# Вайтголл (селище, Нью-Йорк)
Вайтголл (англ. Whitehall) — селище (англ. village) в США, в окрузі Вашингтон штату Нью-Йорк. Населення — 2465 осіб (2020).

## Географія
Вайтголл розташований за координатами 43°33′37″ пн. ш. 73°25′0″ зх. д. / 43.56028° пн. ш. 73.41667° зх. д. (43.560158, -73.416594).  За даними Бюро перепису населення США в 2010 році селище мало площу 12,73 км², з яких 12,18 км² — суходіл та 0,55 км² — водойми. В 2017 році площа становила 17,60 км², з яких 14,60 км² — суходіл та 3,00 км² — водойми.

## Демографія
Згідно з переписом 2010 року, у селищі мешкало 2614 осіб у 1090 домогосподарствах у складі 651 родини. Густота населення становила 205 осіб/км².  Було 1294 помешкання (102/км²).
Расовий склад населення:
| - 95,8 % — білих - 0,5 % — чорних або афроамериканців - 0,3 % — азіатів - 0,2 % — корінних американців - 0,1 % — вихідців з тихоокеанських островів - 1,8 % — осіб інших рас |

До двох чи більше рас належало 1,4 %. Частка іспаномовних становила 2,5 % від усіх жителів.
За віковим діапазоном населення розподілялося таким чином: 23,8 % — особи молодші 18 років, 61,2 % — особи у віці 18—64 років, 15,0 % — особи у віці 65 років та старші. Медіана віку мешканця становила 38,3 року. На 100 осіб жіночої статі у селищі припадало 104,1 чоловіків;  на 100 жінок у віці від 18 років та старших — 100,9 чоловіків також старших 18 років.
Середній дохід на одне домашнє господарство  становив 47 502 долари США (медіана — 37 931), а середній дохід на одну сім'ю — 52 748 доларів (медіана — 41 705). Медіана доходів становила 44 250 доларів для чоловіків та 27 823 долари для жінок. За межею бідності перебувало 30,1 % осіб, у тому числі 52,4 % дітей у віці до 18 років та 11,1 % осіб у віці 65 років та старших.
Цивільне працевлаштоване населення становило 1087 осіб. Основні галузі зайнятості: освіта, охорона здоров'я та соціальна допомога — 27,0 %, виробництво — 18,8 %, мистецтво, розваги та відпочинок — 12,0 %, науковці, спеціалісти, менеджери — 10,5 %.